# Dennis Baier
Dennis Baier (* 3. Dezember 1975 in Rüsselsheim am Main) ist ein deutscher Sportjournalist, -kommentator und -moderator sowie ehemaliger Handballspieler.

## Leben
Baier besuchte das Max-Planck-Gymnasium Rüsselsheim und machte dort 1995 Abitur. Danach leistete er Zivildienst. Von 1997 bis 1999 machte er eine Ausbildung zum Kaufmann im Groß- und Außenhandel bei Mitsubishi. Es folgte anschließend bis 2005 ein Studium an der Johannes Gutenberg-Universität Mainz in den Fächern Sportwissenschaften, Soziologie und Pädagogik mit dem Abschluss Magister Artium als Sportwissenschaftler. Seit 2006 ist er als Sportlehrer und pädagogischer Mitarbeiter am Ganztagsgymnasium Theresianum in Mainz tätig.

### Sportlicher Werdegang
Von 1981 bis 1991 war er Leichtathlet beim TV Trebur. Er wurde 1990 hessischer Mannschafts-Vizemeister im Crosslauf. 1991 wechselte er in die Handballabteilung des TV Trebur, dort blieb er bis 1997. Ab 1997 bis 2012 spielte er bei den Vereinen TV Nieder-Olm, SG Waldfischbach, TV Reinheim, TV Groß-Umstadt und TV Petterweil. Insgesamt spielte er in dieser Zeit acht Jahre lang in der 3. Liga.

### Beruflicher Werdegang
Nach Praktika in der Sportredaktion des ZDF und beim Hessischen Rundfunk war Baier von 2007 bis 2009 Leiter der Sendungen von Live-Außenübertragungen der Handball-, Basketball- und Volleyballbundesliga des Fernseh-Spartenprogramms Sportdigital. Zu seinen Aufgaben gehörten auch Interviews mit Spielern und Verantwortlichen sowie das Anfertigen von Beiträgen über den deutschen Handball. Von 2009 bis 2014 war er Sportjournalist bei Sport1. Er fungierte als Kommentator, Moderator und Fieldinterviewer bei Übertragungen von Handballspielen. Baier fertigte außerdem Spielzusammenfassungen an und erstellte News- und Magazinbeiträge.
2014 wechselte er zu Sky Deutschland. Bis 2017 war er verantwortlicher Redakteur der Handballredaktion bei Sky. Seit Februar 2017 ist er dort Kommentator und Reporter. Er moderiert ebenso bei Sky Sport News HD.